# Orașu Nou
Orașu Nou (węg. Avasújváros) – wieś w Rumunii, w okręgu Satu Mare, w gminie Orașu Nou. W 2011 roku liczyła 1892 mieszkańców. 